# Максанс, Эдгар
Эдгар Максанс (фр. Edgard Maxence; 17 сентября 1871[…], Нант, метрополия Франции — 31 июля 1954, La Bernerie-en-Retz) — французский художник-символист.

## Биография и творчество

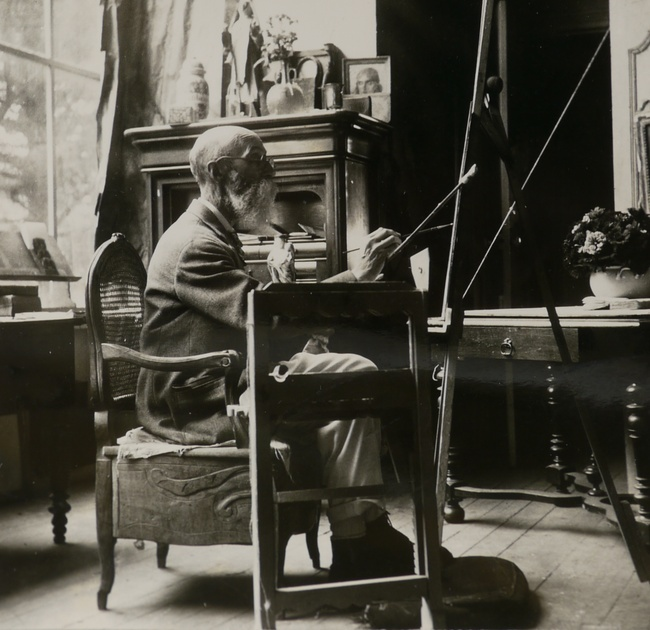
Эдгар Максанс

Учился в парижской Школе изящных искусств у профессоров Делоне и Гюстава Моро. Его современниками были такие знаменитые выпускники этой школы, как Анри Матисс, Жорж Руо, Альбер Марке, Анри Эвенепул и другие. С 1894, когда Максанс впервые принимает участие в Парижском салоне, и по 1939 год он был активным членом комитетов Салона и жюри. В 1900 году он получил золотую медаль на Всемирной выставке в Париже; следующей золотой медалью был награждён в 1914 году.
За сочетание высококвалифицированной техники со вкусом к средневековым и аллегорическим средневековым сценам Максанса приглашают отделывать Салон Общества Розенкрейцеров, чем он занимается с 1895 по 1897 года. Техника Максанса сочетает в себе сравнительно густые мазки с определённой чистотой линий. Как и Арман Пуэн, он использует сусальное золото (Les Fleurs Du Lac, 1900), которое подчёркивает примитивные мистические сцены, несмотря на реалистичные лица («Концерт ангелов», 1897, Музей Бове). Также он использует воск, смешивая его с масляными красками. Свои картины он устанавливает в сложные рамки собственной конструкции. Фосийон пишет о нём в обзоре Салона 1913 г.: «Искусство Максанса — намеренно пустое. Из холодных интерпретаций романтизма, по сей день захламляющих многие мастерские, Максанс заимствует несколько средневековых нарядов и ежегодно облачает в них ту или иную модель, не имеющую ни характера, ни выразительности, воспроизводя её с полным бесстрастием, в жесткой манере, далекой от стиля. Ещё один хороший ремесленник, оставивший кое-какие воспоминания о красивых, пластичных формах, испорченный похвалами и коммерческим успехом».
Его самые известные картины, которые включают «Девочку с Павлином» (до 1896; Париж, Г. Леви) и «Душу Леса» (1897, Нант), декоративны, неопределённо религиозны. Иногда носят аллегорический характер, изображая красавиц в средневековых платьях и отражая влияние раннего итальянского Возрождения и последних прерафаэлитов. В 1920 году он написал образ Богоматери на сводчатом потолке хора в базилике Святого Розария в Лурде. В 1945 году иллюстрировал книгу «Святая Жанна д’Арк», написанную епископом Нанта Жаном-Жозефом-Леоном Виллепеле.
В 1900 Максанс стал Кавалером, а затем, в 1927 году, — офицером Ордена Почетного легиона. В 1924 году он был избран в Институт Франции.

На протяжении всей жизни художник оставался верен традициям символизма. Яркие и загадочные композиции 1890-х годов сменяются в конце жизни банальными пейзажами и натюрмортами, неравномерной серией «Женщин в молитве». Она раскрывает художника, который когда-то начинал как портретист и декоратор. 

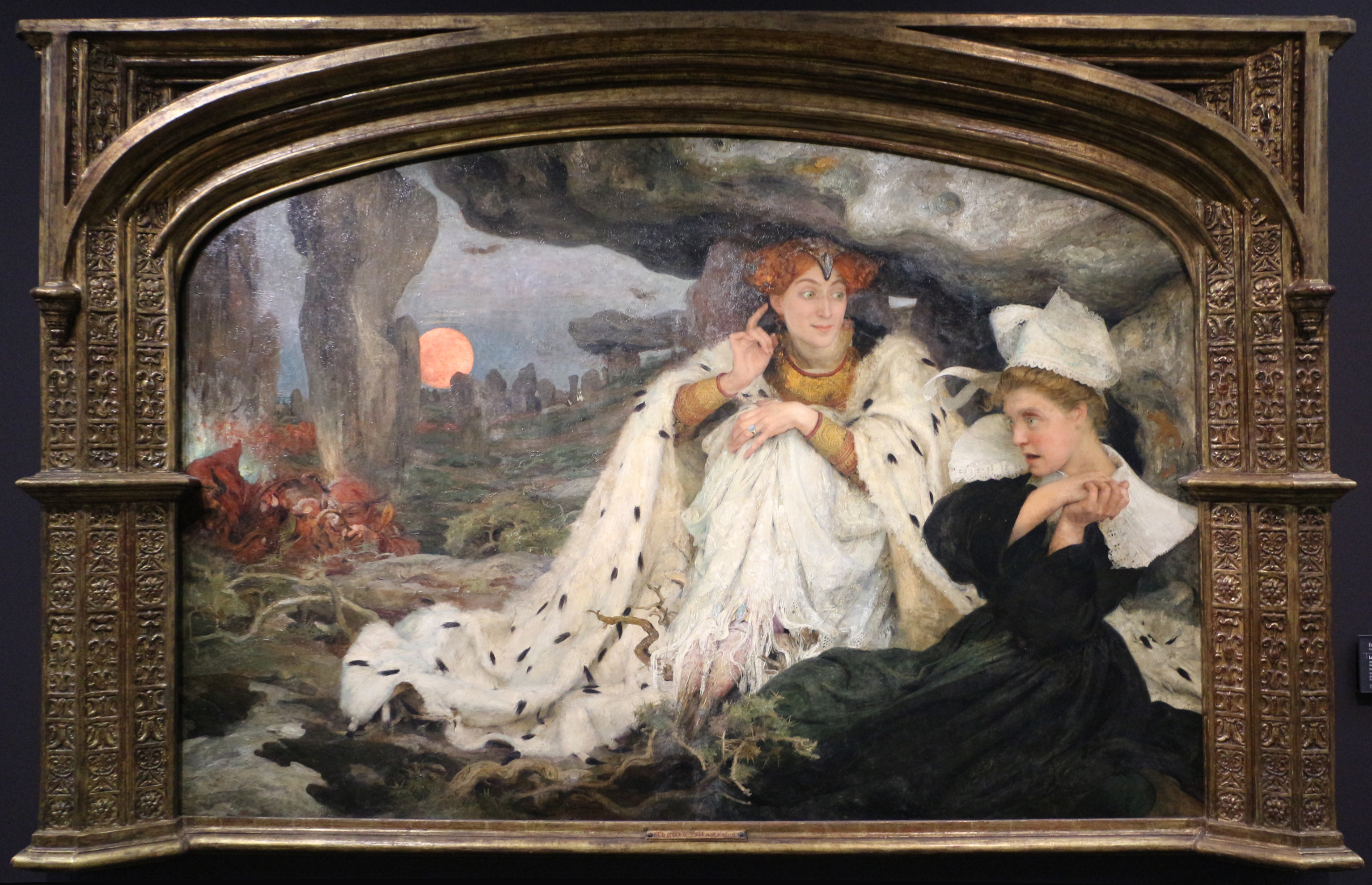

Живопись Максанса имела успех. Его портреты и пейзажи копировались и воспроизводились даже по прошествии периода символизма в живописи. Его творчество мало изменилось по стилю и содержанию после рубежа веков и, несмотря на осуждение прогрессивных критиков, продолжало пользоваться популярностью у среднего класса вплоть до конца 1930-х.
Некоторые из больших мистических работ Максанса имели очень высокие цены на аукционах. После смерти художника было найдено большое количество натюрмортов и пейзажей, спрятанных в его студии.

## Некоторые работы
- «Портрет Луи де Лакруа»
- «Снежная королева»
- «Семья»
- «Шотландец»
- «Женщина-орхидея»